# Феррейра, Бернабе
Бернабе́ Ферре́йра (исп. Bernabé Ferreyra; 12 февраля 1909, Руфино — 22 мая 1972, Буэнос-Айрес) — аргентинский футболист, нападающий. Один из лучших игроков в истории аргентинского футбола. По средней результативности занимает первое место в Аргентине — 1,04 гола за матч (206 мячей в 197 играх).

## Биография
Бернабе Феррейра родился 12 февраля 1909 в городе Руфино в провинции Санта-Фе. Он рос в небогатой многочисленной семье, в которой был самым младшим. Старшие братья Бернабе были футболистами, они и привили своему младшему брату любовь к футболу. Из-за того, что семья Феррейра была небогатой, Бернабе, играя во дворах со сверстниками, гонял мяч босиком, он так привык к этому, что впоследствии, уже став профессиональным футболистом, был вынужден носить обувь, по специальной методике отделанную изнутри, чтобы Бернабе ощущал, будто бы выступает без обуви. Строение тела Бернабе в юношеском возрасте было довольно худым, сам себе он казался слабым, и Бернабе боролся с этой проблемой, в любую погоду нанося удары по мячу, даже когда уже никто не играл: «Когда шёл дождь и все сидели дома, я брал мяч и шёл на поле, а там всё бил и бил». Благодаря этому Бернабе, став взрослым, лучше всего играл в дождливую погоду.
Когда Бернабе было 10 лет, его старшие братья, игравшие за клуб «Хорхе Ньюбери», предложили ему перейти к ним в клуб. Первую игру за команду Феррейра провёл против «Феррокариль Буэнос-Айрес — Пасифико», команды, за которую он будет выступать в будущем, «Хорхе Ньюбери» победила в том матче со счётом 3:0, а Бернабе, игравший на позиции нападающего, отметился забитым мячом. В 15-летнем возрасте Бернабе стал игроком главной команды «Ньюбери», удивляя общественность количеством голов, забиваемых в столь юном возрасте.
В 1927 году братья Феррейра в поисках работы переехали в город Хунин в провинции Буэнос-Айреса, Бернабе устроился работать маляром на железнодорожной станции. Несмотря на занятость на работе, Феррейра не бросал футбол: он стал играть за команду «Феррокариль Буэнос-Айрес — Пасифико». Первый матч за новый клуб Бернабе провёл 9 октября 1927 года против «Атлетико Сармиэнто», «Пасифико» победил со счетом 1:0, а гол забил Феррейра. В тот год Феррейра стал лучшим бомбардиром Лиги Хуниненсе с 18-ю голами. После этого успеха его пригласили в клуб «Тальерес» из Ремедиос Эскалады, но условия, предложенные этой командой, не подошли Феррейре, и он остался в «Пасифико» ещё на год.
В 1929 году игру Бернабе заметил известный скаут Альберто Монхе, который предложил футболисту выступать за клуб «Тигре». Первоначально Бернабе сомневался, не желая уезжать из города, где он прижился, но в конце концов его уговорил брат Паулино, говоривший: «Обдумай всё хорошо, если ты поедешь и у тебя хватит терпения, слава не заставит себя ждать, а если не выдержишь и вернёшься — это будет позором для нас всех». Так Бернабе Феррейра стал игроком «Тигре». В первой игре Феррейры за «Тигре» команде противостоял «Банфилд», дебют вышел блестящим: Феррейра забил три мяча. В тот же год Феррейра дебютировал в сборной команде Аргентины в матче против Уругвая, но из-за волнения, Феррейра не забивал мячи в ряде голевых моментов, в том числе промахнувшись по воротам уругвайцев с 3 метров. Несмотря на этот неуспех на международной арене, среди болельщиков «Тигре» Бернабе быстро стал кумиром, забивая много важных мячей.
В годы конца любительской эпохи и начала профессиональной эры в аргентинском футболе было принято передавать игроков из клуба в клуб для участия в международных клубных соревнованиях, не избежал этой участи и Бернабе Феррейра, в 1930 году «Тигре» передал Бернабе в распоряжение «Уракану» для участия в зарубежном турне, Феррейра стал лучшим бомбардиром «Уракана», забив в 8-ми играх 11 голов. Поиграл Феррейра и за клуб «Велес Сарсфилд», который ездил в турне по Америке, выступая в Чили, Перу, Кубе, Мексике и США; что в поездке, помимо Феррейры, участвовало 6 игроков, предоставленных другими клубами. Тур «Велеса» вышел впечатляющим: в 25-ти матчах было одержано 20 побед, 4 игры закончились ничьей, и только один матч клуб проиграл — команде «Фолл Ривер» из американского штата Род-Айленд. В туре «Велесом» было забито 84 гола, из них на долю Феррейры пришлось 38 голов, что на 6 голов больше, чем в сумме забили все соперники «Велеса». Поездка была удачной не только в спортивном плане, но и в финансовом: за полгода с 30 ноября 1930 по 27 апреля 1931 года «Велес Сарсфилд» получил 10 000 долларов в валюте песо, а каждый игрок ежедневно получал по 250 долларов командировочных. Во время одного из матчей в Перу Феррейра попал мячом во вратаря соперника, удар был столь силён, что тот потерял сознание, после игры Бернабе посетил его в больнице, а тот сказал: «Если мы вновь столкнёмся, предупредите меня перед тем, как ударить». Во время матча-реванша с перуанской командой перед тем, как нанести удар, Феррейра действительно предупредил голкипера, а затем забил гол.
В апреле 1931 года Феррейра вернулся в «Тигре», в тот сезон прошёл один из самых знаменитых матчей Бернабе в карьере, «тиграм» противостоял «Сан-Лоренсо», который боролся с «Бокой Хуниорс» за чемпионский титул, за 10 минут до конца Сан-Лоренсо выигрывал со счетом 2:0, но за 8 минут Бернабе забил 3 мяча, добыв для своей команды победу. За тот сезон Бернабе Феррейра забил 19 мячей, проведя на поле лишь 13 игр.
На том знаменитом матче с «Сан-Лоренсо» присутствовал президент клуба «Ривер Плейт» Антонио Веспуччи Либерти, который вознамерился приобрести футболиста. Переход был оформлен в 1932 году, за 32 000 песо Феррейра стал игроком «Ривера», эта сумма стала самой большой, выплаченной во всём мировом футболе на тот момент. В тот же год за 10 000 песо «Ривер» купил Карлоса Пеуселье, благодаря этим двум переходам «Ривер» и заработал прозвище «millonarios» («миллионеры»).
13 марта 1932 года Феррейра дебютировал в «Ривере» в игре с клубом «Чакарита Хуниорс», забил в том матче 2 гола, а его клуб победил со счетом 3:1. По окончании матча у одного мальчика спросили, кем ему показался Феррейра, он ответил: «Это не человек, это хищное животное»; журналист Уго Марини, услышавший это, поместил этот комментарий в свою колонку в журнале, так родилось ещё одно прозвище Феррейры. После дебютного матча Феррейра забил в следующих 12-ти матчах 19 мячей, и журналисты учредили специальный приз тому голкиперу, который выйдет «сухим» после матча против Феррейры, приз получил вратарь «Уракана» Де Никола. В том же году Феррейра своим ударом сломал оба запястья голкиперу «Сан-Лоренсо» Белье, после чего тот сразу упал в обморок, после этого эпизода родились и другие прозвища Феррейры — «Мортира из Руфино», «Канонерка», «Выстрел» и другие, которыми его награждали зрители и журналисты. В тот год «Ривер Плейт» выиграл свой первый чемпионат в профессиональную эпоху футбола Аргентины, а Феррейра стал лучшим снайпером турнира, забив 43 гола.
В 30-х в «Ривер» пришли Ману Морено и Адольфо Педернера, а за ними Лабруна, который пришёл в клуб взять автограф у своего любимого игрока, этим футболистом, которым восхищался Лабруна, был, конечно, Бернабе Феррейра. Для молодых футболистов Феррейра стал и наставником, и помощником. Морено вспоминал: «Это был исключительный игрок. Соперники опекали его вдвойне, а нам было легко с ним и играть, и общаться». С пришедшей талантливой молодёжью и с Бернабе «Ривер Плейт» стал почти непобедим, он выиграл два подряд титула чемпиона Аргентины, в 1936 и 1937 году. В 1938 году Бернабе почти не играл, его усиленно опекали и часто били по ногам, его прощальный матч прошёл 28 мая 1938 года против «Ньюэллс Олд Бойз», но сам Феррейра в нём участия не принимал.
Скончался Бернабе Феррейра 22 мая 1972, оставив жену Хуану Бонету де Феррейра, детей Бернабе и Карлоса и память во множестве людских сердец. Его останки некоторое время хранились в центральном холле «Ривер Плейта» под охраной почётного караула, а затем были перевезены в его родной Руфино, где похоронены на местном кладбище. В этом городе был создан клуб, носящий его имя, а в 1978 году было решено назвать именем Бернабе Феррейры одну из улиц, которая проходит рядом с улицей, где находится клуб «Хорхе Ньюбери», в котором Феррейра начал свой футбольный путь.

## Достижения

### Командные
- Чемпион Аргентины: 1932, 1936, 1937
- Чемпион Южной Америки: 1937

### Личные
- Лучший бомбардир чемпионата Аргентины: 1932

## Статистика выступлений
| Клуб             | Сезон            | Лига | Лига | Кубки | Кубки | Прочие | Прочие | Итого | Итого |
| Клуб             | Сезон            | Игры | Голы | Игры  | Голы  | Игры   | Голы   | Игры  | Голы  |
| ---------------- | ---------------- | ---- | ---- | ----- | ----- | ------ | ------ | ----- | ----- |
| Тигре            | 1929             | 13   | 9    | -     | -     | 0      | 0      | 13    | 9     |
| Тигре            | 1930             | 24   | 18   | -     | -     | 0      | 0      | 24    | 18    |
| Тигре            | 1931             | 13   | 19   | -     | -     | 0      | 0      | 13    | 19    |
| Тигре            | Итого            | 50   | 46   | 0     | 0     | 0      | 0      | 50    | 46    |
| Ривер Плейт      | 1932             | 33   | 44   | 3     | 3     | 0      | 0      | 36    | 47    |
| Ривер Плейт      | 1933             | 30   | 27   | 5     | 4     | 0      | 0      | 35    | 31    |
| Ривер Плейт      | 1934             | 29   | 30   | -     | -     | 0      | 0      | 29    | 30    |
| Ривер Плейт      | 1935             | 28   | 25   | -     | -     | 0      | 0      | 28    | 25    |
| Ривер Плейт      | 1936             | 23   | 23   | -     | -     | 1      | 2      | 24    | 25    |
| Ривер Плейт      | 1937             | 30   | 27   | 1     | 3     | 1      | 2      | 32    | 32    |
| Ривер Плейт      | 1938             | 9    | 9    | -     | -     | 0      | 0      | 9     | 9     |
| Ривер Плейт      | 1939             | 2    | 2    | 0     | 0     | 0      | 0      | 2     | 2     |
| Ривер Плейт      | Итого            | 184  | 187  | 9     | 10    | 2      | 4      | 195   | 201   |
| Всего за карьеру | Всего за карьеру | 234  | 233  | 9     | 10    | 2      | 4      | 245   | 247   |